# Jay Vine
Jay Vine (ur. 16 listopada 1995 w Townsville) – australijski kolarz szosowy i górski.
Vine początkowo uprawiał kolarstwo górskie. W zawodach UCI w kolarstwie szosowym zadebiutował w 2019, a w grudniu 2020, dzięki zwycięstwu w akademii Zwifta, w wieku 25 lat rozpoczął karierę na szczeblu profesjonalnym, podpisując kontrakt z grupą Alpecin-Fenix.
W lutym 2022 został mistrzem świata w e-kolarstwie.

## Osiągnięcia
Opracowano na podstawie:

2019
- 3. miejsce w New Zealand Cycle Classic

2021
- 2. miejsce w Presidential Cycling Tour of Turkey

2022
- 1. miejsce w klasyfikacji górskiej Étoile de Bessèges
- 2. miejsce w Presidential Cycling Tour of Turkey
- 2. miejsce w Tour of Norway
- 1. miejsce na 6. i 8. etapie Vuelta a España

2023
- 1. miejsce w mistrzostwach Australii (jazda ind. na czas)
- 1. miejsce w Tour Down Under
- 1. miejsce w klasyfikacji górskiej Presidential Cycling Tour of Turkey
  - 1. miejsce na 7. etapie

2024
- 1. miejsce na 3. etapie Paryż-Nicea
- 1. miejsce na 4. etapie Vuelta a Burgos
- 1. miejsce w klasyfikacji górskiej Vuelta a España
- 1. miejsce w mistrzostwach świata (mieszana jazda druż. na czas)
- 2. miejsce w Chrono des Nations

## Starty w Wielkich Tourach
| Grand Tour | 2021 | 2022 | 2023 | 2024 |
| ---------- | ---- | ---- | ---- | ---- |
| Giro       | -    | -    | 34.  | -    |
| Tour       | -    | -    | -    | -    |
| Vuelta     | 73.  | DNF  | DNF  | 57.  |

## Rankingi
| Rok              | 2019 | 2020 | 2021 | 2022 | 2023 | 2024 |
| ---------------- | ---- | ---- | ---- | ---- | ---- | ---- |
| World Ranking    | 720. | 639. | 397. | 126. | 91.  | 118. |
| UCI Oceania Tour | 42.  | 36.  | 20.  | 7.   | 8.   | -    |
|                  |      |      |      |      |      |      |
| Źródło: UCI      |      |      |      |      |      |      |